# Chantaje
Chantaje è un singolo della cantante colombiana Shakira, pubblicato il 28 ottobre 2016 come primo estratto dall'undicesimo album in studio El Dorado.

## Descrizione
Il brano ha visto la partecipazione vocale del cantante colombiano Maluma. Prima di lavorare con Shakira, Maluma è stato invitato a collaborare al remix del singolo di Shakira e Carlos Vives, La bicicleta. Maluma partì per Barcellona all'inizio di settembre del 2016 per lavorare con Shakira e col suo team di produzione. I due artisti colombiani hanno scritto, composto e prodotto il brano nello studio di registrazione di Shakira.
Il 26 ottobre è uscita la copertina di Chantaje tramite il profilo Instagram di Shakira. L'immagine mostra la cantante con una cintura appoggiata sul muro, sul lato opposto della parete c'è Maluma con una maglietta nera. Al centro dell'immagine è scritto "Chantaje Shakira ft Maluma" con una simulazione delle lettere di una macchina da scrivere.

## Accoglienza
Jon Pareles del New York Times ha recensito positivamente il singolo, sottolineando che «Shakira diventa ancora più intensa quando canta in spagnolo». Lucy Morris di Digital Spy ha invece ammesso «Possiamo anche non avere alcuna idea di cosa parli il testo, ma la canzone è comunque contagiosa». Mike Wass di Idolator ha notato che il brano è immediatamente orecchiabile al primo ascolto e, «indipendentemente dalle vostre abilità nello spagnolo, ti metterà in movimento prima della fine del primo verso».

## Video musicale
Il video è stato girato a Barcellona tra il 13 e il 14 ottobre 2016 ed è stato diretto dal regista e fotografo spagnolo Jaume de Laiguana, già al lavoro con Shakira di altri videoclip.

## Tracce
Download digitale, streaming
1. Chantaje (feat. Maluma) – 3:16

Download digitale, streaming – John Blake Remix
1. Chantaje (feat. Maluma) (John Blake Remix) – 3:16

Download digitale, streaming – versión salsa
1. Chantaje (feat. Maluma) (versión salsa) – 3:46

## Successo commerciale
Chantaje ha debuttato in vetta alla Hot Latin Songs stilata da Billboard e raggiunto la cima di quella spagnola stilata dalla Productores de Música de España, dopo aver debuttato all'8º posto.
Negli Stati Uniti d'America il singolo ha accumulato 13 000 download digitali e 1,6 milioni di streaming durante la sua prima settimana, debuttando pertanto alla posizione 96 nella Billboard Hot 100 e divenendo così il 19º ingresso di Shakira e il primo di Maluma. Nella sua ottava settimana di permanenza, la canzone è riuscita a salire dalla posizione 65 alla posizione 51, divenendo così il suo singolo in lingua spagnola che si è spinto più in alto nella Hot 100 dopo La tortura (2005) che era arrivato al numero 23, record superato solo nel 2023 con i singoli Shakira: Bzrp Music Sessions Vol. 53 (giunto nono) e TQG con Karol G (giunto settimo).

## Classifiche

### Classifiche settimanali
| Classifica (2016-17)  | Posizione massima |
| --------------------- | ----------------- |
| Austria               | 41                |
| Belgio (Fiandre)      | 11                |
| Belgio (Vallonia)     | 19                |
| Bulgaria              | 3                 |
| Canada                | 50                |
| Colombia              | 4                 |
| Filippine             | 45                |
| Francia               | 17                |
| Germania              | 20                |
| Grecia                | 14                |
| Irlanda               | 91                |
| Italia                | 11                |
| Lussemburgo           | 10                |
| Messico               | 1                 |
| Paesi Bassi           | 18                |
| Portogallo            | 3                 |
| Repubblica Ceca       | 35                |
| Repubblica Dominicana | 48                |
| Romania               | 8                 |
| Slovacchia            | 11                |
| Slovenia              | 26                |
| Spagna                | 1                 |
| Stati Uniti           | 51                |
| Svezia                | 54                |
| Svizzera              | 10                |
| Ungheria              | 30                |

### Classifiche di fine anno
| Classifica (2016) | Posizione |
| ----------------- | --------- |
| Spagna            | 77        |
| Classifica (2017) | Posizione |
| Belgio (Fiandre)  | 60        |
| Belgio (Vallonia) | 77        |
| Brasile           | 57        |
| Francia           | 39        |
| Germania          | 100       |
| Italia            | 39        |
| Paesi Bassi       | 100       |
| Perù              | 42        |
| Romania           | 16        |
| Spagna            | 11        |
| Svizzera          | 26        |

## Riconoscimenti
- Billboard Latin Music Awards
  - 2018 – Candidatura alla canzone evento vocale dell'anno della Hot Latin
  - 2018 – Candidatura alla canzone streaming dell'anno
  - 2018 – Candidatura alla canzone digitale dell'anno
  - 2018 – Candidatura alla canzone latin pop dell'anno

- Billboard Music Awards
  - 2018 – Candidatura alla miglior canzone pop latina

- Latin American Music Awards
  - 2018 – Candidatura alla miglior canzone pop/rock
  - 2018 – Candidatura alla miglior collaborazione
  - 2018 – Candidatura alla canzone dell'anno

- Latin Grammy Awards
  - 2017 – Candidatura alla registrazione dell'anno
  - 2017 – Candidatura alla canzone dell'anno
  - 2017 – Candidatura alla miglior interpretazione urban

- MTV Video Music Awards
  - 2018 – Candidatura al miglior video latino